# District de Nyando
Nyando était, entre 1998 et 2009, un des districts de la province de Nyanza au Kenya. Depuis cette dernière date, il est divisé en trois nouveaux districts : Muhoroni, Nyakach et Nyando. Depuis 2010, uni avec l'ancien district de Kisumu, il constitue le comté de Kisumu, un des 47 comtés du Kenya créés par la nouvelle Constitution.

## Situation
Le district était situé sur la rive nord-est du golfe de Winam. Il était bordé au nord par le district de Nandi (province du Rift), à l'est par le district de Kericho (province du Rift), au sud par le district de Rachuonyo et à l'ouest par le district de Kisumu.

## Structure sociétale

### Statistiques
Les chiffres datent de 1999 :
- la superficie totale était de 1 668 km2 dont 1 168 km2 sur terre ferme et 500 km2 sous eau (lac Victoria) ; cette surface en terre ferme donnait une densité de population de 256,79 hab./km2.

### Divisions administratives
Le district (wilaya) fut créé  en 1998 par la division en deux du district de Kisumu.
Il était aussi constitué de trois conseils locaux (Councils), un pour la municipalité de Muhorni (Town Council), un autre pour la municipalité de Ahero (Town Council) et un pour le reste du district (County Council).
| Divisions administratives                                                                               |             |               |           |
| Division                                                                                                | Population* | Pop. urbaine* | Chef-lieu |
| Lower Nyakach                                                                                           | 49 247**    | 1 967         | Awach     |
| Miwani                                                                                                  | 58 029**    | 0             | Miwani    |
| Muhoroni                                                                                                | 63 450**    | 19 790        | Muhoroni  |
| Nyando (Awasi)                                                                                          | 64 511**    | 7 554         | Awasi     |
| Upper Nyakach                                                                                           | 64 693**    | 4 563         | Nyakach   |
| Total                                                                                                   | 299 930**   | 29 586        |           |
| * Recensement national de 1999. Sources : , . ** Un recensement local de 2007 porte ce chiffre à 80 000 |             |               |           |

En 2009, il est divisé en trois et disparait en tant que district. Les nouveaux districts correspondent aux circonscriptions électorales. À savoir : 
- district de Muhoroni, chef-lieu Muhorini ;
- district de Nyakach, chef-lieu Nyakach,
  - divisions : Lower Nyakach, Upper Nyakach ;
- district de Nyando, chef-lieu Awasi.
  - divisions : Miwani et Nyando.

### Circonscriptions électorales
Depuis 1988, le district était constitué de trois circonscriptions électorales (Constituencies). Il était donc représenté par 3 députés (Members of Parliament ou MP) au parlement national qui compte 224 membres.
En 1963, seule existait la circonscription de Nyando. En 1966, est créée la circonscription de Nyakach et en 1987 celle de Muhoroni.
| | Circonscription de Muhoroni | Circonscription de Muhoroni | Circonscription de Nyakack | Circonscription de Nyakack | Circonscription de Nyando | Circonscription de Nyando |
| Election                                                                                              | MP                          | Parti                       | MP                         | Parti                      | MP                        | Parti                     |
| 1963*                                                                                                 |                             |                             |                            |                            | Okuto Bala                | KANU                      |
| 1966**                                                                                                |                             |                             | M. Ondieki -Chillo         | KANU                       | Okuto Bala                | KANU                      |
| 1969**                                                                                                |                             |                             | James Dennis Akumu         | KANU                       | T. O. Ogada               | KANU                      |
| 1974**                                                                                                |                             |                             | Samson Odoyo               | KANU                       | Matthew C. Onyango Midika | KANU                      |
| 1979**                                                                                                |                             |                             | Ojwang K’Ombudo            | KANU                       | Matthew C. Onyango Midika | KANU                      |
| 1983**                                                                                                |                             |                             | Ojwang K’Ombudo            | KANU                       | T. O. Ogada               | KANU                      |
| 1988                                                                                                  | Matthew Onyango Midika      | KANU                        | Ojwang K’Ombudo            | KANU                       | James Miruka Owuor        | KANU                      |
| 1992                                                                                                  | Justus Aloo Ogeka           | Ford-Kenya                  | James Dennis Akumu         | Ford-Kenya                 | Clarkson Otieno Karan     | Ford-Kenya                |
| 1997                                                                                                  | William Odongo Omamo        | NDP                         | Peter Ochieng Odoyo        | NDP                        | Paul Orwa Otita           | NDP                       |
| 2002                                                                                                  | Patrick Ayiecho Olweny      | NARC                        | Peter Ochieng Odoyo        | NARC                       | Eric Opon Nyamunga        | NARC                      |
| 2007                                                                                                  | Patrick Ayiecho Olweny      | ODM                         | Pollyins Ochieng Anyango   | ODM                        | Frederick Outa Otieno     | ODM                       |
| * Seule existe la circonscription de Nyando. ** Muhoroni fait partie de la circonscription de Nyando. |                             |                             |                            |                            |                           |                           |